# Peracarida
Nadred Peracarida je velika grupa rakova malakostraka, koji imaju pripadnike u morskim, slatkovodnim i kopnenim staništima. Oni su uglavnom definisani prisustvom vreće za leglo, ili marsupijuma, formiranog od tankih spljoštenih ploča (ostegita) koje se nalaze na krajnjim bazalnim segmentima nogu. Peracarida je jedan od najvećih taksona rakova i obuhvata oko 12.000 vrsta. Većina članova je manja od 2 cm (0,8 in) u dužinu, a najveći je verovatno džinovski izopod (Bathynomus giganteus) koji može da dostigne 76 cm (30 in). Najraniji poznati perekaridijan je bio Oxyuropoda ligioides, za čiji je fosil je utvrđeno da datira iz kasnog devona (pre više od 360 miliona godina) u Irskoj.

## Spoljašnje veze
- Gary Anderson (7. 5. 2011). „Peracarida Taxa and Literature (Cumacea, Lophogastrida, Mysida, Stygiomysida and Tanaidacea)”. University of Southern Mississippi. Архивирано из оригинала 24. 1. 2010. г.